# Гринько із Сокільця
Гринько із Сокільця — феодал, урядник в українських землях під управлінням князів Коріятовичів.
Кілька разів записаний свідком у різних актах, зокрема:
- у 1374 році — акта князів Юрія та Олександра Коріятовичів, виданого для міста Кам'янця на Поділлі (як Гринько червоногородський воєвода, пол. Hrynko czerwonogrodzki wojewoda[1])
- у 1375 р. як подільський староста князів Коріятовичів — надавчого документа князя Олександра Коріятовича для монастиря домініканів у Смотричі (як Гринко панъ староста подольскии[2])
- у 1400 р.:
  - надавчого документа князя Свидригайла для кам'янецьких францисканців (як Hriczkone de Sokolicz[3])
  - документа князя Свидригайла для кам'янецьких домініканців (як Rincone de Sokolecz[4])

20 червня 1391 року отримав від князя Федора Коріятовича Сокілець із прилеглими селами (серед свідків записаний, зокрема, Рогозка з Язлівця).
У 1404 р. присутній серед учасників уреґулювання суперечки між Владиславом II Ягайлом та Ядвіґою й Ельжбетою Пілецькими за місто Тичин і Заліську волость (як Гринко Соколецкий)